# Malezja na Letnich Igrzyskach Olimpijskich 2004
Malezję na Letnich Igrzyskach Olimpijskich 2004 reprezentowało 26 zawodników : 18 mężczyzn i 8 kobiet.

## Skład kadry

### Badminton
Mężczyźni - gra pojedyncza
- Wong Choong Hann - 9. miejsce
- Lee Chong Wei - 9. miejsce
- Mohamed Roslin Hashim - 17. miejsce

Mężczyźni - gra podwójna
- Choong Tan Fook, Lee Wan Wah - 5. miejsce
- Chan Chong Ming, Chew Choon Eng - 9. miejsce

Kobiety - gra podwójna
- Chin Eei Hui, Wong Pei Tty - 9. miejsce

### Gimnastyka
Mężczyźni - indywidualnie
- Ng Shu Wai - 38. miejsce w wieloboju, 41. miejsce w skoku przez koniu, 46. miejsce w ćwiczeniach na koniu z łękami, 48. miejsce w ćwiczeniach wolnych, 55. miejsce w ćwiczeniach na drążku, 58. miejsce w ćwiczeniach na kółkach, 78. miejsce w ćwiczeniach na poręczach

### Kolarstwo
Mężczyźni - kolarstwo torowe - sprint
- Josiah Ng - 11. miejsce

Mężczyźni - kolarstwo torowe - Kerin
- Josiah Ng - 6. miejsce

### Lekkoatletyka
Mężczyźni - bieg na 200 m
- Nazmizan Mohamad - odpadł w eliminacjach

Kobiety - chód na 20 km
- Yuan Yu Fang - 35. miejsce

### Łucznictwo
Kobiety - indywidualnie
- Mon Redee Sut Txi - 44. miejsce

### Pływanie
Mężczyźni - 50 m stylem dowolnym
- Allen Ong - 46. miejsce

Mężczyźni - 100 m stylem dowolnym
- Allen Ong - 50. miejsce

Mężczyźni - 1500 m stylem dowolnym
- Saw Yi Khy - 32. miejsce

Mężczyźni - 100 m stylem grzbietowym
- Alex Lim - 15. miejsce

Kobiety - 100 m stylem klasycznym
- Siow Yi Ting - 36. miejsce

Kobiety - 200 m stylem klasycznym
- Siow Yi Ting - 21. miejsce

Kobiety - 200 m stylem zmiennym
- Siow Yi Ting - 22. miejsce

### Podnoszenie ciężarów
Mężczyźni - kategoria do 56 kg
- Mohamed Faizal Baharom - nie został sklasyfikowany (nie zaliczył żadnej próby w podrzucie)

### Skoki do wody
Mężczyźni - wieża 10 m
- Bryan Lomas - 19. miejsce

Kobiety - trampolina 3 m
- Leong Mun Yee - 26. miejsce
- Gracie Junita - 27. miejsce

Kobiety - wieża 10 m
- Leong Mun Yee - 21. miejsce

### Strzelectwo
Mężczyźni - trap
- Bernard Yeoh - 34. miejsce

Mężczyźni - skeet
- Ricky Teh - 40. miejsce

### Taekwondo
Kobiety - waga do 49 kg
- Elaine Teo - 10. miejsce

### Żeglarstwo
Klasa Laser
- Kevin Lim - 24. miejsce